# 克萊門特·格萊尼爾
克萊門特·格萊尼爾（Clément Grenier, 1991年1月7日—）是法國的一位足球運動員。在場上司職中場。現效力於西乙球隊桑坦德。
他自2002年開始效力於里昂足球俱樂部的青年隊，在2008年升入成人隊。在2012/2013賽季，格萊尼爾憑藉7個進球和8個助攻成為隊內的主力。他也曾代表法國各年齡段的青年國家足球隊參賽。2013年5月29日，他首次被選入成人的法國國家足球隊。

## 外部連結
- Clement Grenier profile （页面存档备份，存于） at OLWeb.fr （页面存档备份，存于）
- 克萊門特·格萊尼爾 – 法國職業足球聯賽数据 – 支持法语（已存档）
- 克萊門特·格萊尼爾 – FIFA國際賽競賽紀錄 (存檔)
- 克萊門特·格萊尼爾－UEFA國際賽競賽紀錄
- Template:Lequipe